# Симфонічний оркестр BBC

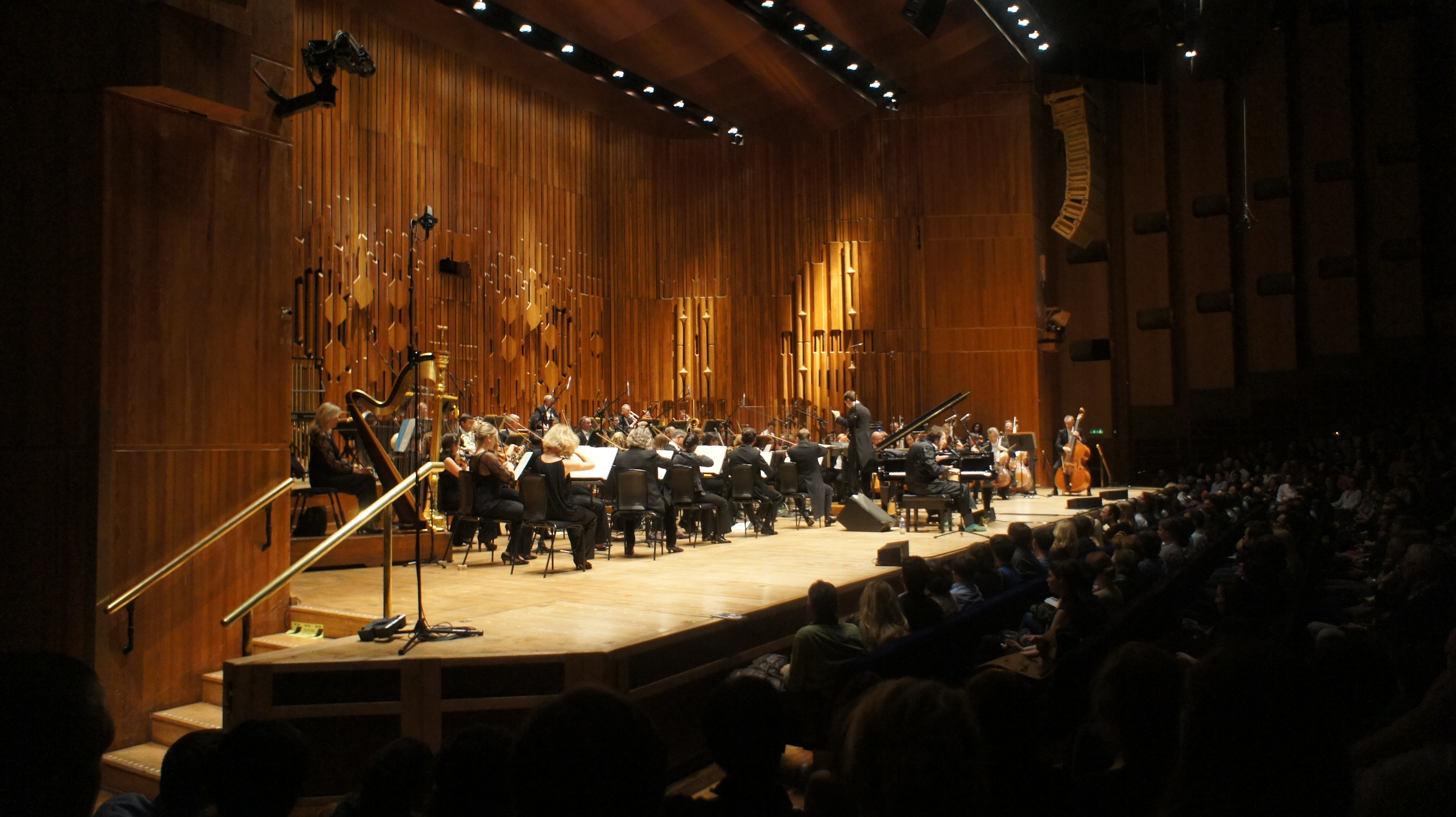
Симфонічний оркестр BBC, 2012

Симфонічний оркестр BBC (англ. BBC Symphony Orchestra) — головний радіоансамбль Британської телерадіомовної корпорації BBC та один з провідних симфонічних оркестрів Великої Британії, заснований у 1930 році. Його основне призначення — виконання класичної музики для радіотрансляцій та створення фондових записів.

## Історія
Вперше, на постійній основі оркестр був утворений 1930 році. Його першим головним диригентом став Адріан Боулт. Головним чином, оркестр виступав в Квінс Холлі, проте у 1939 році з початком війни, оркестр був евакуйований в Бристоль, а потім у Бедфорд. 11 травня 1941 року Квінс Хол був зруйнований випущеної люфтваффе займистою бомбою, через що новим концертним майданчиком оркестру був обраний королівський Альберт-Холл, де оркестр виступає до цього дня. 
Чільне місце в репертуарі оркестру займають твори сучасних композиторів. Зокрема на замовлення оркестру були написані Earth Dances для оркестра Гаррісона Бертуістла, Ритуал пам'яті Бруно Мадерно П'єра Булеза, а також Покров Пресвятої Богородиці Джона Тавенера.
Оркестр грає важливу роль в Бі-Бі-Сі промс, щорічному сезоні концертів, що проводиться в Альберт-Холі. Він грає на першому і на останньому концертах сезону. Останні концерти сезону транслює в США радіостанція National Public Radio.
Іншими професійними ансамблями Бі-Бі-Сі є Філармонічний оркестр Бі-Бі-Сі, Національний оркестр Уельсу Бі-Бі-Сі, Шотландський Симфонічний оркестр Бі-Бі-Сі, Концертний оркестр BBC, Біг-Бенд BBC, а також камерний хор BBC Сінгерс. Також існують два аматорські хори, Симфонічний хор BBC та Національний хор Уельсу BBC.

## Головні диригенти
- Адріан Боулт (1930-1950)
- Малколм Сарджент (1950-1957)
- Рудольф Шварц (1957-1963)
- Антал Дораті (1962-1966)
- Колін Девіс (1967-1971)
- П'єр Булез (1971-1975)
- Рудольф Кемпе (1976)
- Геннадій Рождественський (1978-1981)
- Джон Прітчард (1982-1989)
- Ендрю Девіс (1989-2000)
- Леонард Слаткін (2000-2004)
- Іржі Белоглавек (з 2006 року)

## Цікаві факти
Симфонічний оркестр BBC є на рік молодшим за Симфонічний оркестр Українського радіо, котрий заснований у 1929 році.